# Ellen Hamilton Latzen
Ellen Latzen (26 luglio 1980) è un'attrice statunitense, attiva in ruoli da bambina tra il 1987 e il 1997.

## Biografia
Figlia della designer Anne Hamilton e del commesso di giornali Bob Latzen, i suoi genitori divorziarono quando lei aveva 4 anni. È l'ultima di tre sorelle, Amy e Elena.
Iniziò la sua carriera all'età di 6 anni quando venne scelta dal regista Adrian Lyne per il film Attrazione fatale (1987), in cui interpretò Ellen, la figlia di Michael Douglas; Continuò la sua carriera con ruoli minori nei film  Mr. North (1988) e Un Natale esplosivo (1989).
Nel 1997 decise di ritirarsi dalle scene per motivi di studio, dopo aver completato le riprese del film Boys Life 2, cominciando a frequentare un collegio d'arte in California.

## Filmografia

### Cinema
- Attrazione fatale (Fatal Attraction), regia di Adrian Lyne (1987)
- Mr. North, regia di Danny Huston (1988)
- National Lampoon's Christmas Vacation - Un Natale esplosivo! (Christmas Vacation), regia di Jeremiah S. Chechik (1989)
- Alkali, Iowa, regia di Mark Christopher - cortometraggio (1995)
- Boys Life 2 (1997)

### Televisione
- Casa Keaton (Family Ties) - serie TV, 1 episodio (1987)
- Un giustiziere a New York (The Equalizer) - serie TV, 1 episodio (1989)
- ABC Afterschool Specials - serie TV, 1 episodio (1990)